# Straßenbahn Kanazawa
Die Straßenbahn Kanazawa (jap. 金沢市内線, Kanazawa shinai-sen) war das Straßenbahnnetz der Stadt Kanazawa auf der Insel Honshū in Japan. Es wurde seit der Eröffnung 1919 durch die Privatgesellschaft Kanazawa Denki-kidō (金沢電気軌道) betrieben, die ab 1941 in der Hokuriku Tetsudō (北陸鉄道, kurz Hokutetsu 北鉄) aufging, und nach einer kurzen Blütezeit 1967 eingestellt.

## Geschichte

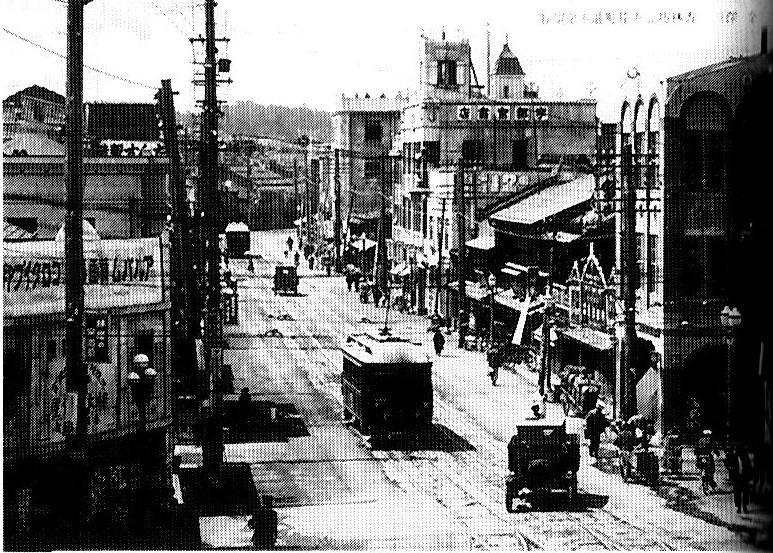
Blick auf die Katamachidōri (片町通) in der Anfangszeit

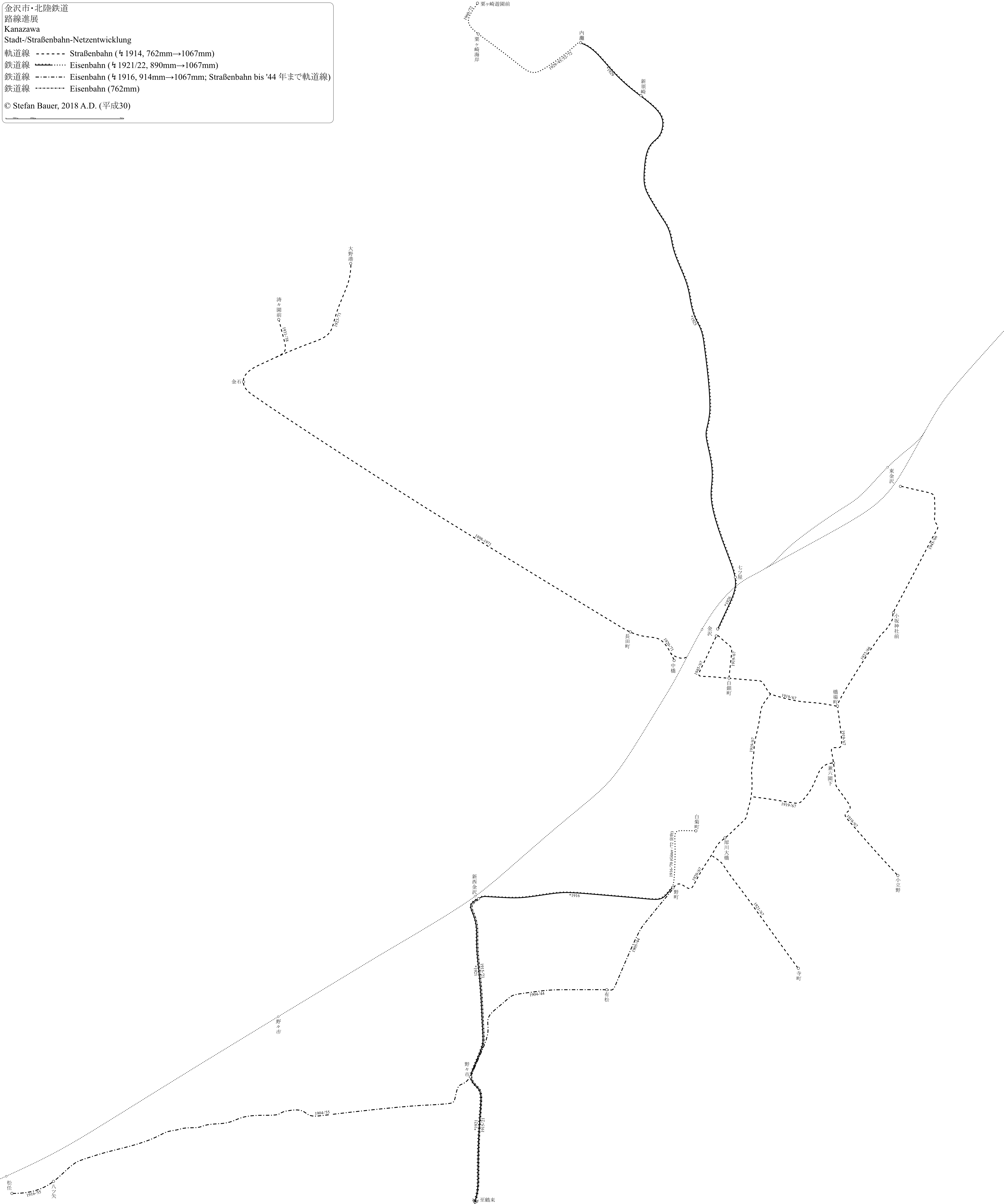
Netzentwicklung (durchgezogen = Bestand, unterbrochen/punktiert = stillgelegt)

Das Netz ging am 2. Februar 1919 auf der Verbindung Bahnhof–Kenrokuen in Betrieb und wurde noch im selben Jahr bis Kodatsuno (小立野) einerseits und als Abzweig von der Ursprungsstrecke nach Süden bis Saigawa-ōhashi (犀川大橋) andererseits erweitert; zudem wurden beide Äste über eine Spange miteinander verbunden, sodass die Burganlage fortan von einem Straßenbahnring umfasst wurde.
Im Folgejahr konnte die Strecke südwärts bis Nomachi (野町) verlängert und mit der Strecke der vormaligen Shōkin Densha-tetsudō (松金電車鉄道) bis ins 8 km entfernte Mattō (松任) durchgebunden werden. 1921 erfolgte von dieser Neubaustrecke abzweigend die Erweiterung bis Teramachi (寺町) und 1922 von der Ursprungsstrecke ausgehend nach Nordosten bis Kosakajinja-mae (小坂神社前).
Veränderungen ergaben sich erst wieder in der Kriegszeit, als die Betreibergesellschaft mit anderen ab 1941 zur Hokuriku Tetsudō vereinigt wurde. Hiernach gab man die Durchbindung nach Mattō auf; die Strecke südlich von Nomachi wurde 1944 zur Eisenbahn umgewidmet und teilweise stillgelegt. Noch während des Krieges gingen 1945 eine weiträumige Blockschleife am Bahnhof und der erste Teil der Nordost-Verlängerung nach Higashi-Kanazawa (東金沢, Ost-Kanazawa) in Betrieb, die bis Ende des Jahres fertiggestellt werden konnte. Das Netz erlangte damit seine größte Ausdehnung mit fast 13 km, ehe der zunehmende Individualverkehr dem Betrieb zuzusetzen begann.
Nach langjährigen Diskussionen um den Erhalt des Netzes gab ein tödlicher Unfall 1965 den Ausschlag zur Stilllegung, die im Folgejahr mit Umstellung des Nordost-Astes auf Busbetrieb begann und am 11. Februar 1967 durch Kompletteinstellung abgeschlossen war. Die 1898 begründete und 1943 von der Hokutetsu übernommene, separate Überlandstraßenbahn nach Kanaiwa (金石) verkehrte noch bis 1971.
Die Verkehrsleistung wurde durch ein ausgedehntes Busnetz und die bis heute verbliebenen beiden Vorortbahnlinien derselben Gesellschaft übernommen; gelegentlich eingebrachte Vorschläge zum Wiederaufbau eines Straßenbahnnetzes kamen seitdem nicht über das Diskussionsstadium hinaus.